# Övre Mossetjärnet
Övre Mossetjärnet är en sjö i Eda kommun i Värmland och ingår i Göta älvs huvudavrinningsområde.